# Okręgowe ligi polskie w piłce nożnej (1928)

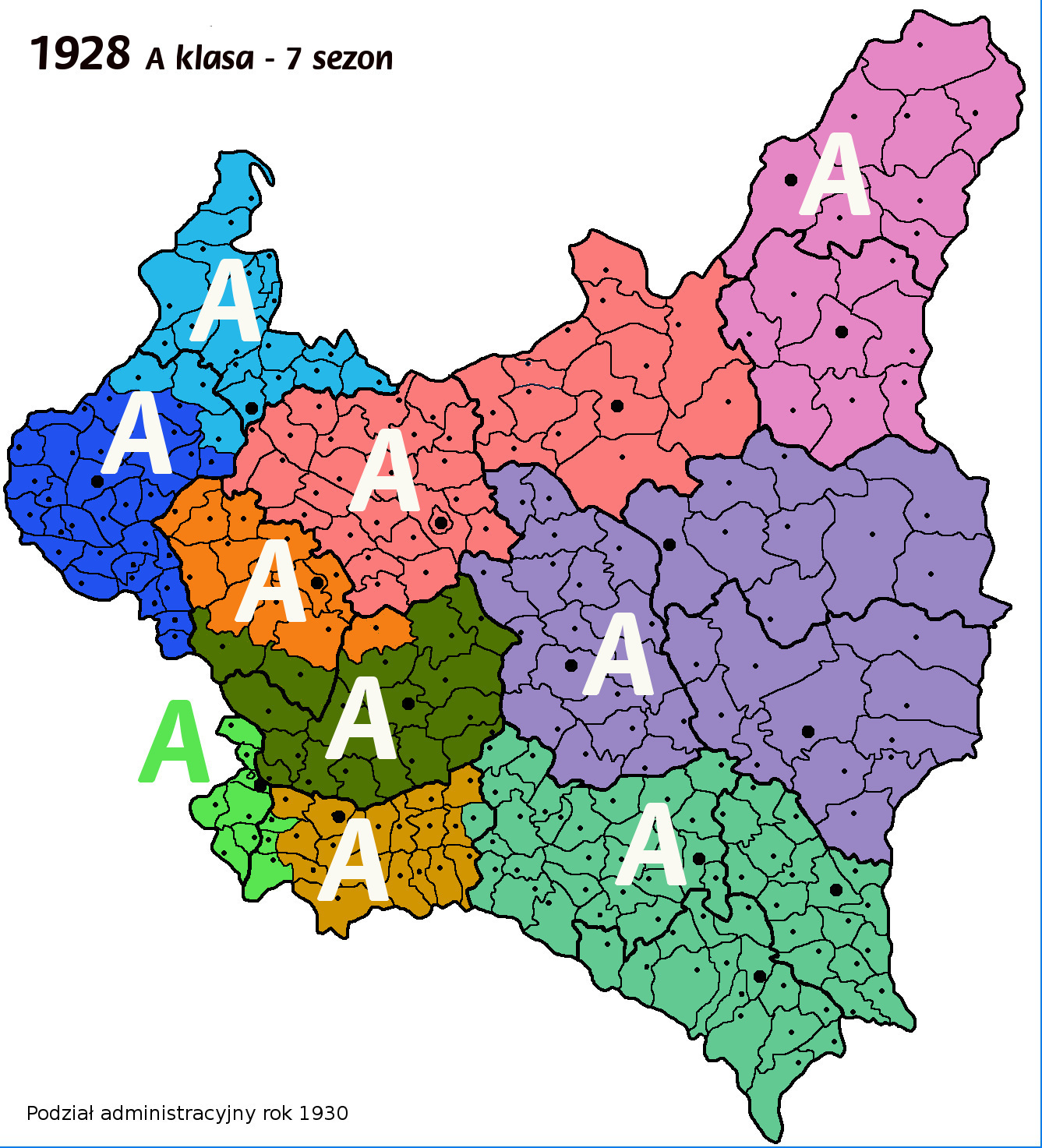
1928 rok A klasa

Okręgowe rozgrywki w piłce nożnej w sezonie 1928 odbywały się w 10 okręgach, a ich najwyższym poziomem była klasa A. Mistrzowie okręgów spotykali się w eliminacjach walcząc o awans do Ligi.
| Poziomy rozgrywkowe w sezonie 1928 | Poziomy rozgrywkowe w sezonie 1928 | Poziomy rozgrywkowe w sezonie 1928 |
| Rozgrywki                          | P                                  | Nazwa                              |
| ---------------------------------- | ---------------------------------- | ---------------------------------- |
| Centralne                          | I                                  | Liga                               |
| Okręgowe (10 okręgów)              | II                                 | A Klasa                            |
| Okręgowe (10 okręgów)              | III                                | B klasa                            |
| Okręgowe (10 okręgów)              | IV                                 | C klasa                            |

## Rozgrywki okręgowe

### Mistrzostwa Klasy A Kieleckiego OZPN
- mistrz: Victoria Sosnowiec

### Mistrzostwa Klasy A Krakowskiego OZPN
- mistrz: Garbarnia Kraków

### Mistrzostwa Klasy A Lubelskiego OZPN
- mistrz: WKS 22 pp Siedlce

| Poz. | Drużyna                     | M  | Z    | R    | P    | Bramki | Punkty |
| ---- | --------------------------- | -- | ---- | ---- | ---- | ------ | ------ |
| 1    | WKS 22 PP Siedlce (b)       | 16 | b.d. | b.d. | b.d. | b.d.   | b.d.   |
| 2    | WKS 9 PAC Siedlce (b)       | 16 | b.d. | b.d. | b.d. | b.d.   | b.d.   |
| 3    | WKS Unia Lublin             | 16 | b.d. | b.d. | b.d. | b.d.   | b.d.   |
| 4    | RKS Radom (b)               | 16 | b.d. | b.d. | b.d. | b.d.   | b.d.   |
| 5    | Czarni Radom (b)            | 16 | b.d. | b.d. | b.d. | b.d.   | b.d.   |
| 6    | AZS Lublin                  | 16 | b.d. | b.d. | b.d. | b.d.   | b.d.   |
| 7    | Plage Laśkiewicz Lublin (b) | 16 | b.d. | b.d. | b.d. | b.d.   | b.d.   |
| 8    | Barkochba Radom (b)         | 16 | b.d. | b.d. | b.d. | b.d.   | b.d.   |
| 9    | WKS 82 PP Brześć (b)        | 16 | b.d. | b.d. | b.d. | b.d.   | b.d.   |

- Spadła drużyna WKS 82 PP Brześć, z klasy B awansował WKS 7 PP Leg Chełm.
- Do Kieleckiej klasy A zostały przesunięte drużyny: Barkochba Radom, Czarni Radom, RKS Radom.

### Mistrzostwa Klasy A Lwowskiego OZPN
- mistrz: Polonia Przemyśl

GRUPA I
| Poz. | Drużyna              | M | Z    | R    | P    | Bramki | Punkty |
| ---- | -------------------- | - | ---- | ---- | ---- | ------ | ------ |
| 1    | Polonia Przemyśl (b) | 8 | b.d. | b.d. | b.d. | 26-13  | 13     |
| 2    | AZS Lwów             | 7 | b.d. | b.d. | b.d. | 16-16  | 7      |
| 3    | Janina Złoczów       | 7 | b.d. | b.d. | b.d. | 15-22  | 6      |
| 4    | WKS 6 Pułk Lot. Lwów | 6 | b.d. | b.d. | b.d. | 16-19  | 4      |
| 5    | Sparta Lwów          | 6 | b.d. | b.d. | b.d. | 11-14  | 4      |
| 6    | Czarni 1b Lwów       | – | –    | –    | –    | –      | -      |
| 7    | Hasmonea 1b Lwów     | – | –    | –    | –    | –      | -      |

- WKS 6 Pułk Lot. Lwów wycofany po sezonie.
- Sparta Lwów – spadek do B klasy, awans Resovia Rzeszów.
- Hasmonea i Czarni 1 b – wyniki nie wliczane do tabeli.

GRUPA II
| Poz. | Drużyna                | M | Z    | R    | P    | Bramki | Punkty |
| ---- | ---------------------- | - | ---- | ---- | ---- | ------ | ------ |
| 1    | Rewera Stanisławów (b) | 8 | b.d. | b.d. | b.d. | 32-6   | 16     |
| 2    | Pogoń Stryj            | 8 | b.d. | b.d. | b.d. | 16-19  | 9      |
| 3    | Lechia Lwów            | 8 | b.d. | b.d. | b.d. | 18-15  | 7      |
| 4    | Ukraina Lwów (b)       | 8 | b.d. | b.d. | b.d. | 19-32  | 6      |
| 5    | Ekran Lwów (b)         | 8 | b.d. | b.d. | b.d. | 8-21   | 2      |
| 6    | Pogoń 1b Lwów          | – | –    | –    | –    | –      | -      |

- Ekran Lwów – spadek do B klasy, awans Hakoah Stanisławów
- Pogoń 1 b – wyniki nie wliczane do tabeli.

MECZE O AWANS DO ELIMINACJI
Polonia Przemyśl: Rewera Stanisławów 3:0, 1:3, 4:2.

### Mistrzostwa Klasy A Łódzkiego OZPN
- mistrz: ŁTSG Łódź

### Mistrzostwa Klasy A Pomorskiego OZPN
- mistrz: TKS II Toruń – rezerwy nie mogą występować w eliminacjach do ligi. Do eliminacji przystąpiła drużyna Poloni Bydgoszcz.

| Poz. | Drużyna           | M | Z    | R    | P    | Bramki | Punkty |
| ---- | ----------------- | - | ---- | ---- | ---- | ------ | ------ |
| 1    | TKS II Toruń (b)  | 8 | b.d. | b.d. | b.d. | b.d.   | 12     |
| 2    | Polonia Bydgoszcz | 8 | b.d. | b.d. | b.d. | b.d.   | 12     |
| 3    | Gryf Toruń        | 8 | b.d. | b.d. | b.d. | b.d.   | 11     |
| 4    | Olimpia Grudziądz | 8 | b.d. | b.d. | b.d. | b.d.   | 3      |
| 5    | Zuch Toruń        | 8 | b.d. | b.d. | b.d. | b.d.   | 2      |

- Do klasy B spadł Zuch Toruń, awansował Kaszubia Wejherowo.

### Mistrzostwa Klasy A Poznańskiego OZPN
- mistrz: Pogoń Poznań
- wicemistrz: Warta Ib Poznań (niektóre źródła podają jako wicemistrza: Spartę Poznań, a Wartę Ib jako trzecią).
- III miejsce: Legia Poznań

### Mistrzostwa Klasy A Śląskiego OZPN
- mistrz: Pogoń Katowice

### Mistrzostwa Klasy A Warszawskiego OZPN
- mistrz: Ruch Warszawa

### Mistrzostwa Klasy A Wileńskiego OZPN
- mistrz: WKS 1 ppLeg Wilno

## Eliminacje o I ligę
O wejście do Ligi walczyło już 10 drużyn, podzielonych na 3 grupy. Do finału wchodziły tylko mistrzowie grup.

### Tabela grupy zachodniej
|   | Klub              | M | Pkt | Z | R | P | Br+ | Br− | Uwagi |
| 1 | ŁTSG Łódź         | 6 | 11  | 5 | 1 | 0 | 22  | 3   |       |
| 2 | Pogoń Poznań      | 5 | 4   | 2 | 0 | 3 | 13  | 12  |       |
| 3 | Ruch Warszawa     | 6 | 4   | 2 | 0 | 4 | 8   | 14  |       |
| 4 | Polonia Bydgoszcz | 5 | 3   | 1 | 1 | 3 | 4   | 18  |       |

Legenda:
|  | Awans do fazy finałowej |

### Wyniki
```
ŁTSG Łódź                      xxx 4-2*3-0 8-0
Pogoń Poznań                   0-1 xxx 2-1 7-3
Ruch Warszawa                  1-6 3-2 xxx 0-1
Polonia Bydgoszcz              0-0  ?  0-3 xxx
```

```
* ŁTSG - Pogoń 1-0 według FUJI, 4-2 według Radoń.
* Pogoń - ŁTSG 2-4 według FUJI, 0-1 według Radoń.
```

### Tabela grupy wschodniej
|   | Klub              | M | Pkt | Z | R | P | Br+ | Br− | Uwagi |
| 1 | Polonia Przemyśl  | 4 | 8   | 4 | 0 | 0 | 16  | 3   |       |
| 2 | WKS 22 pp Siedlce | 4 | 3   | 1 | 1 | 2 | 5   | 8   |       |
| 3 | WKS 1 ppLeg Wilno | 4 | 1   | 0 | 1 | 3 | 1   | 11  |       |

Legenda:
|  | Awans do fazy finałowej |

### Wyniki
```
Polonia Przemyśl               xxx 3-2 6-0
22 p.p. Siedlce                1-4 xxx 1-0
1 p.p. leg. Wilno              0-3 1-1 xxx
```

```
* 22 p.p. - 1 p.p. leg. 1-1 według FUJI, 1-0 według Radoń.
* 1 p.p. leg. - 22 p.p. 0-1 według FUJI, 1-1 według Radoń.
```

### Tabela grupy południowej
|   | Klub               | M | Pkt | Z | R | P | Br+ | Br− | Uwagi |
| 1 | Garbarnia Kraków   | 4 | 6   | 3 | 0 | 1 | 8   | 3   |       |
| 2 | Pogoń Katowice     | 4 | 6   | 3 | 0 | 1 | 13  | 4   |       |
| 3 | Victoria Sosnowiec | 4 | 0   | 0 | 4 | 3 | 2   | 16  |       |

Legenda:
|  | Awans do fazy finałowej |

### Wyniki
```
Garbarnia Kraków               xxx 2-0 2-0
Pogoń Katowice                 2-1 xxx 8-1
Victoria Sosnowiec             1-3*0-3 xxx
```

```
Mecz play-off: Garbarnia - Pogoń 2-1
```

## Finał

### Tabela grupy finałowej
|   | Klub             | M | Pkt | Z | R | P | Br+ | Br− | Uwagi |
| 1 | Garbarnia Kraków | 4 | 6   | 3 | 0 | 1 | 11  | 6   |       |
| 2 | ŁTSG Łódź        | 4 | 4   | 2 | 0 | 2 | 9   | 6   |       |
| 3 | Polonia Przemyśl | 4 | 2   | 1 | 0 | 3 | 4   | 12  |       |

Legenda:
|  | Prawo do gry w I lidze w 1929 |

### Wyniki
```
Garbarnia Kraków               xxx 2-0 6-0
ŁTSG Łódź                      5-1 xxx 2-0
Polonia Przemyśl               1-2 3-2 xxx
```